# Apanteles dryas
Apanteles dryas är en stekelart som beskrevs av Nixon 1965. Apanteles dryas ingår i släktet Apanteles och familjen bracksteklar. Inga underarter finns listade i Catalogue of Life.